# 赤鮋
赤鮋，為輻鰭魚綱鮋形目鮋亞目鮋科的一個種，為亞熱帶海水魚，分布於東大西洋不列顛群島至馬德拉群島、加納利群島、地中海海域，棲息深度20-500公尺，體長可達37公分，棲息在砂泥底質、岩石底質底層水域，獨居性，以甲殼類、魚類等為食，生活習性不明，可做為食用魚及觀賞魚，具有毒性。